# Ferrari FX
Ferrari FX – supersamochód klasy średniej wyprodukowany pod włoską marką Ferrari w 1995 roku.

## Historia i opis modelu
W połowie lat 90. XX wieku Sułtan Brunei Hassanal Bolkiah zlecił Ferrari wykonanie kolejnego w tym okresie unikalnego projektu na jego wyłączne zamówienie. Do realizacji włoskie przedsiębiorstwo zaangażowało rodzime studio projektowe Pininfarina, w efekcie czego powstał model Ferrari FX ukończony w 1995 roku. Za bazę techniczną wykorzystany został regularny model Testarossa, od którego zapożyczono zarówno płytę podłogową, układ napędowy, jak i silnik.
Ferrari FX uzyskało unikalny projekt stylistyczny z charakterystycznymi, głęboko osadzonymi i wąsko rozstawionymi reflektorami o prostokątnym kształcie, a także obłą linią nadwozia bogatą w przetłoczenia. Osłona komory silnika zyskała z kolei charakterystyczne dziurawe otwory, zyskując wykonanie ze szkła akrylowego.
Do napędu Ferrari FX wykorzystany został zastosowany już w Testarossie i pochodnych modelach płasko umieszczony silnik o 12 przeciwległych cylindrach umieszczony centralnie, w tej samej zmodyfikowanej formie, którą wykorzystał inny specjalny model Mythos z 1989 roku. Jednostka napędowa została połączona z sekwencyjną, półautomatyczną skrzynią biegów o 7 przełożeniach, która docelowo opracowana została przez zespół Formuły 1 BMW Williams.

### Sprzedaż
Ferrari FX to model ściśle limitowany, który wyprodukowany został w ograniczonej puli 7 egzemplarzy, z których wszystkie pierwotnie miały zostać dostarczone do kilkutysięcznej kolekcji samochodów Hassanala Bolikah w Brunei. Jednakże zamożny władca na etapie procedury dostawy 4 sztuki zrezygnował z transportu tego i pozostałych egzemplarzy, przez co na jego zakup zdecydował się amerykański kolekcjoner samochodów Dick Marconi, prowadzący Marconi Museum w Tustin w Kalifornii. Samochód umieszczono w dostępnej publicznie ekspozycji.

### Silnik
- B12 4.9l 428 KM